# 1405
1405 (MCDV) var ett normalår som började en torsdag i den julianska kalendern.

## Händelser

### December
- 15 december – Kanarieöarna ställs under Kastiliens protektorat.[1]

### Okänt datum
- Kronan (det vill säga drottning Margareta och Erik av Pommern) söker stärka sin ekonomi genom en myntförsämringsreform.
- I Finland hålls räfsteting i syfte att öka kronans jordinnehav.
- Via ombud gifter sig kung Erik med den engelska prinsessan Filippa.
- Albrekt av Mecklenburg ger slutgiltigt upp sina anspråk på Sverige i en fredstraktat.
- Ungerns första riksdag sammanträder (magnattaffeln och ständertaffeln).
- Den franska författaren Christine de Pisan ger ut boken Kvinnostaden där hon bevisar att kvinnor har samma intellektuella och själsliga förmågor som män.

## Födda
- 18 oktober – Pius II, född Enea Silvio Piccolomini, påve 1458–1464.
- Sofia av Halshany, drottning av Polen.
- Skanderbeg, var en albansk krigshjälte

## Avlidna
- Jean Froissart, krönikeskrivare.
- Timur Lenk, centralasiatisk krigsherre.

### Fotnoter
1. ↑  World Statesmen (läst 6 april 2011)